# Canal de Panamà
El Canal de Panamà és un canal marítim artificial de 82 quilòmetres de llargada, que creua Amèrica Central unint l'Oceà Pacífic amb l'Oceà Atlàntic. Va ser inaugurat el 15 d'agost de 1914. Des de llavors ha tingut una gran repercussió econòmica i mediambiental a l'escurçar el temps de navegació entre els dos oceans, una de les rutes marítimes més transitades del món. El seu trajecte es pot fer en unes 8 o 10 hores.
Donada la seva importància global i les restriccions de les seves dimensions, el Canal de Panamà ha donat lloc a una classe específica de vaixells transoceànics, els vaixells de la classe Panamax, dissenyats per ajustar-se a les dimensions màximes permeses per al trànsit per les seves antigues rescloses, determinades per la dimensió de les càmeres de les rescloses i el seu calat. Els vaixells aptes per al trànsit per les noves rescloses són denominats Neopanamax.

## Introducció
El Canal ha influït considerablement sobre els patrons del comerç mundial, ha impulsat el creixement en països desenvolupats i ha donat a moltes àrees allunyades del món l'embranzida bàsica que necessiten per a la seua expansió econòmica, en haver proporcionat una via curta de trànsit i d'un cost relativament baix entre els dos grans oceans. Per exemple, un vaixell carboner que ix de la costa oriental dels Estats Units d'Amèrica en direcció al Japó per mitjà del Canal de Panamà estalvia prop de 4.830 quilòmetres en comparació de la ruta marítima alternativa més curta; un vaixell bananer que ix de l'Equador en direcció a l'Europa s'estalvia una distància de prop de 8.050 km.

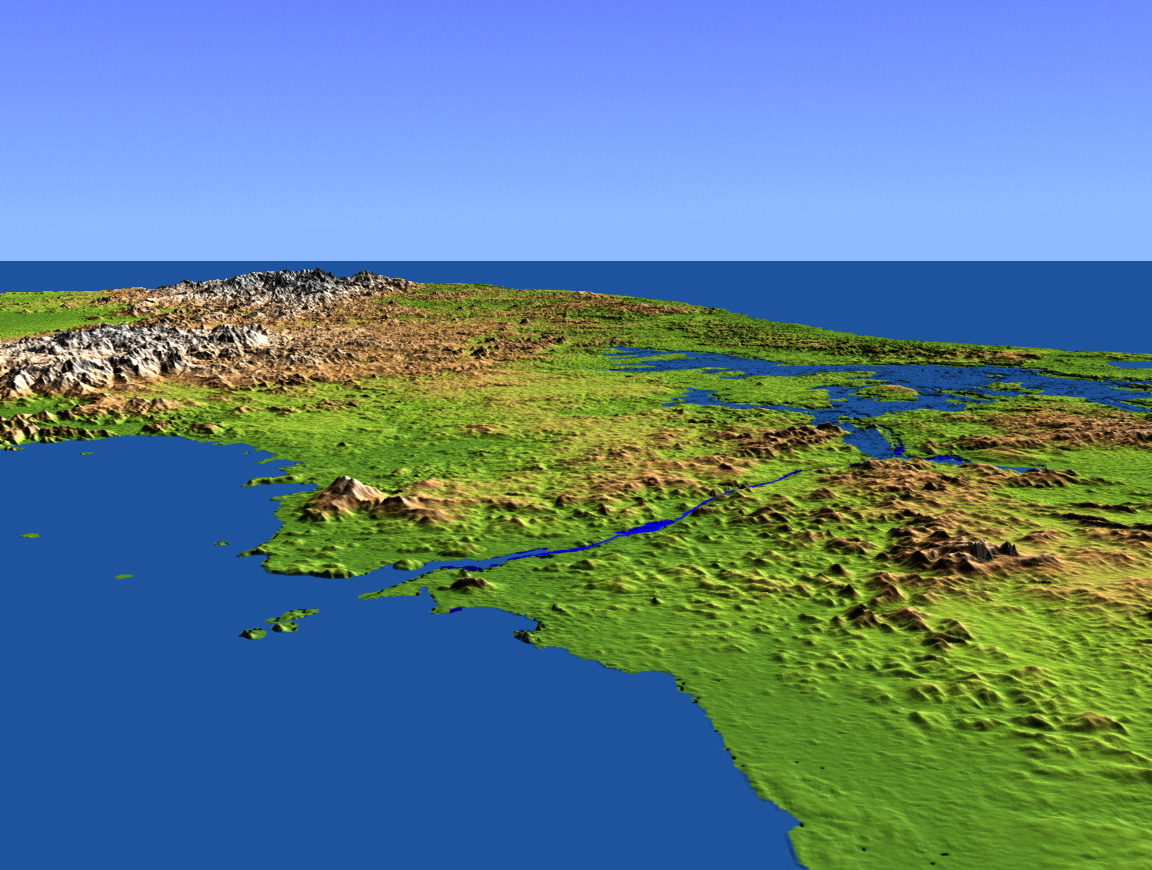
Canal de Panamà

En gran part, el trànsit envers el Canal es mobilitza entre la costa oriental dels EUA i l'Extrem Orient, mentre que el trànsit entre Europa i la costa occidental dels EUA i el Canadà constitueixen la segona ruta principal del comerç de la via marítima. No obstant això, altres regions i països, com els països d'Amèrica Central o de Sud-amèrica, depenen proporcionalment molt més d'aquesta artèria per a promoure el seu desenvolupament econòmic i incrementar-hi el comerç.
Des de la seua obertura el 15 d'agost de 1914, el Canal ha proporcionat un servei de trànsit de qualitat a més de 700.000 vaixells. Tot i que en anys recents hi ha hagut un creixement en el nombre i la grandària dels vaixells que hi transiten, el temps total de permanència d'un vaixell en aigües del Canal segueix sent poc menys de 24 hores. Cada any es destinen prop de deu milions de dòlars als programes d'ensinistrament per a preparar els panamenys per al funcionament i manteniment del Canal.
La República de Panamà assumí la responsabilitat completa de l'administració, el funcionament i el manteniment del Canal el 31 de desembre de 1999 (vegeu Tractat de Torrijos-Carter). Panamà exerceix les seues funcions mitjançant una entitat governamental, anomenada Autoritat del Canal de Panamà (ACP), creada per la Constitució Política de la República de Panamà.
Segons les lleis panamenyes, el Canal de Panamà constitueix un patrimoni inalienable de Panamà, per la qual cosa no pot ser venut, ni cedit, ni hipotecat, ni gravat o alienat de cap altra manera. El règim jurídic que s'establí per a l'ACP té l'objectiu de preservar les condicions mínimes que fan del Canal de Panamà una empresa al servei pacífic i ininterromput de la comunitat marítima i del comerç internacional.

## Descripció
El canal de Panamà està situat entre el Golf de Panamà, dins de l'oceà Pacífic, i la mar Carib a l'Atlàntic. La forma sinuosa de l'istme de Panamà fa que el recorregut del canal travessi de sud-est (al Pacífic) al nord-oest (a l'Atlàntic). Per evitar tota confusió, les autoritats del canal classifiquen els trànsits en dues categories: direcció nord (del Pacífic a l'Atlàntic) i direcció sud (de l'Atlàntic al Pacífic).
El canal pot acollir vaixells de diferents mides, des de iots privats fins a grans naus mercants. Els grans vaixells dissenyats prenent el Canal de Panamà com a patró, prenent la restricció de màxima amplada admissible són anomenats Panamax. Un nombre creixent de naus sobrepassen aquesta mida, als quals se'ls anomena post-Panamax. En terme mitjà, el viatge creuant aquest canal per a un vaixell de càrrega dura unes nou hores. El 2008, 12.849 naus van prendre el canal, transportant un total de 198 milions de tones de càrrega.

### Arranjament del Canal

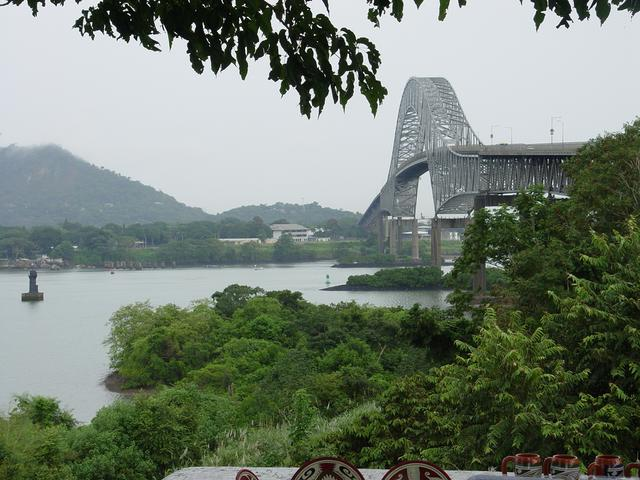
El Pont de les Amèriques és un pont amb carretera que permet el pas de la circulació per sobre del Canal de Panamà. Està situat a l'entrada del Pacífic.

El canal consisteix en dos llacs artificials, un cert nombre de canals adaptats a la navegació, canals artificials i tres conjunts de rescloses. Un llac artificial suplementari, el llac Alajuela, serveix de dipòsit d'acumulació d'aigua per al canal. El recorregut que faria un vaixell de l'oceà Pacífic a l'Atlàntic seria el següent:
- Després de passar els elements d'abalisament que marquen l'entrada al golf de Panamà fins a les rescloses de Miraflores, les naus recorren 13,2 km dins el canal, passant per sota del Pont de les Amèriques.
- El sistema de rescloses de Miraflores té una llargària d'1,7 quilòmetres (incloent-hi els murs d'aproximació) i un desnivell de 16,5 m a marea mitjana.
- El llac artificial de Miraflores fa 1,7 km de llarg i es troba a 16,5 metres per damunt del nivell del mar.
- La resclosa de Pedro Miguel d'1,4 km de llargària és la darrera part en fase d'ascensió, amb un desnivell de 9,5 m.
- El Tall Gaillard fa 12,6 km de llargària a una altitud de 26 metres i passa a través del pont Centenari.
- El riu Chagres, curs de l'aigua natural millorada per l'embassament que conforma el llac Gatún, forma part de la ruta dels vaixells durant 8,5 km fins al seu vessament al llac Gatún.
- El llac Gatún, un llac artificial format per la presa Gatún, que serveix de mitjà de moviment dels vaixells durant 24,2 km.
- Les rescloses de Gatún, formades per tres etapes amb una llargària total d'1,9 km que retornen a les naus al nivell del mar.
- Un canal de 3,2 km que serveix d'aproximació a les rescloses de la costa Atlàntica.
- La Bahía Limón, un immens port natural, que permet l'amarratge de les naus en parada i que transcorre durant 8,7 km de la ruta fins al dic exterior.

El trànsit total després de l'entrada del canal a la costa Pacífica fins a la costa Atlàntica és de 76,9 km. La màxima amplitud de la marea del Pacífic és de 6,55 m (+3,35 m sota marea alta i -3,20 m sota marea baixa), el desnivell de Miraflores varia doncs de 13,1 m a plenamar fins a 19,7 m a baixamar. La costa Atlàntica no excedeix en 60 cm d'amplitud de les marees. El nivell mitjà de la mar a la costa Pacífica és de 20 cm més alt que el de la costa Atlàntica en mitjana.
La Bahía Limón de la costa Atlàntica és un moll protegit per un dic. Com que la seua capacitat no s'adapta al nombre o la mida dels vaixells que utilitzen el canal, hi ha nombrosos vaixells que s'amarren fora de la badia. El moll de la costa Pacífica és obert i es troba protegit per la topografia del golf.

### Rescloses
Les parts més espectaculars del canal són les rescloses. Aquestes són molt grans, amb 33,53 metres d'amplada i 304,8 metres de longitud utilitzable. La profunditat disponible varia, tot i que la profunditat mínima és de 12,55m dins de la part sud de les rescloses de Pedro Miguel. Les dimensions de les rescloses són les que determinen l'amplària màxima dels vaixells, aquesta mesura és anomenada Panamax. Totes les rescloses del canal van per parells: formant dues rescloses en paral·lel a cadascun dels tres llocs on es troben, permetent el pas de les naus en les dues direccions. Això no obstant, les grans naus no poden creuar ràpidament dins el Tall Gaillard. Això fa que en la pràctica, la regulació del trànsit siga alternativa en les dues direccions. D'aquesta manera, tot i existir-hi dues vies amb rescloses, no és possible el pas simultani en els dos sentits.
Cada càmera entre rescloses pot reomplir-se de 101.000 metres cúbics d'aigua. L'aigua entra per gravetat gràcies al vessament d'aigua amb uns conductes a cada càmera. Els vaixells són assistits i guiats per unes petites locomotores anomenades mules (mulas), en referència a la sirga amb mules (muls, matxos), que és com tradicionalment es tiraven les barques. Les "mules" van sobre un sistema de rails disposats sobre els murs de les rescloses. Discorren sobre els carrils a banda i banda del vaixell, estirant amb una corda (o sirga) per mantenir-lo al mig del canal; quan el vaixell és molt gran, son dues a proa i dues a popa a banda i banda, donant un total de vuit "mules" per mantenir el vaixell ben encaminat. Les "mules" només estabilitzen, no fan avançar el vaixell, sinó que aquest es mou cap endavant sota els seus propis motors. Aquest sistema a banda, les barques més petites són amarrades i empentades o estirades a mà.

### Els Llacs Gatún i Alajuela
El Llac Gatún i la ribera del Chagres són els components claus del canal, permetent a les naus travessar una part important de l'istme. El llac és en si un embassament d'aigua, que permet a les rescloses funcionar durant l'estació seca. La formació del llac i l'engrandiment de la ribera s'efectuaren gràcies a la construcció de la presa Gatún sobre la ribera del Chagres. La vall original del Chagres fou artificialment inundada. Després d'un segle, els de caoba pugen encara a la superfície. A més, encara resten troncs semisubmergits que poden representar un perill per a les barques que s'aventuren més enllà de les vies abalisades.
Existeix una petita drecera a través del llac, anomenat el tall Banana, que és utilitzat pels iots i les autoritats del canal amb l'objectiu d'evitar el trànsit important. Hi han moltes illes situades al Llac Gatún, com per exemple l'Illa Barro Colorado, on se situa l'Institut tropical de recerca de l'Smithsonian.
El volum d'aigua utilitzat pels vaixells al passar per les rescloses combinat amb les variacions estacionals de les precipitacions compliquen el manteniment del nivell de l'aigua al llac Gatún, amb dificultat afegida a l'estació seca. Un embassament suplementari, la presa Madden fou construïda sobre el Chagres, creant el llac Alajuela (també conegut amb el nom de llac Madden), procurant així una reserva d'aigua suplementària pel canal.

### Travessa del canal
Existeixen moltes maneres de travessar el canal. Al sud, a la costa Pacífica, el Pont de les Amèriques és una gran ruta, oberta el 1962. Aquest pont fou, durant molts anys, l'única manera de travessar el canal. Abans de la seua construcció, el trànsit era realitzat mitjançant un ferri al mateix lloc on modernament hi ha el pont. Més al nord, al nivell de les rescloses de Miraflores, hi ha un pont amb ús de carretera i ferroviari. Obert el 1942, només funciona en absència de trànsit marítim i en l'actualitat s'utilitza en comptades ocasions. Al mateix lloc, un petit pont rotatiu s'integra dins de l'estructura de la resclosa, encara que no s'utilitza gaire tampoc.
El mitjà més recentment habilitat per tal de travessar el Canal és el pont Centenari, situat al damunt del Tall Gaillard, al nord de les rescloses Pedro Miguel. Fou finalitzat el 2004 i obert al trànsit el 2005, disposa de sis vies per a vehicles de carretera.
Per acabar, un darrer pont rotatiu s'integra a les rescloses Gatún, utilitzable únicament quan les rescloses són tancades, amb una capacitat molt limitada.
A més dels passos públics, els empleats del canal, poden fer servir les portes de les rescloses quan aquestes són tancades per tal de passar a l'altra banda del canal.

## Història
El 1502, Cristòfol Colom arribà a l'Istme de Panamà i, anys més tard, el 1510, Espanya hi inicià la colonització. Ja en el segle xvi s'hi veien els avantatges en cas de comptar amb una ruta que travessara Panamà i, el 1534, l'emperador Carles I ordenà els primers estudis topogràfics per a la construcció d'un canal per una secció de l'istme de 80 quilòmetres d'ample. No obstant això, la construcció d'aquest canal estigué per sobre de la capacitat humana i la tecnologia de l'època, i la situació política a Europa no ho facilitava.

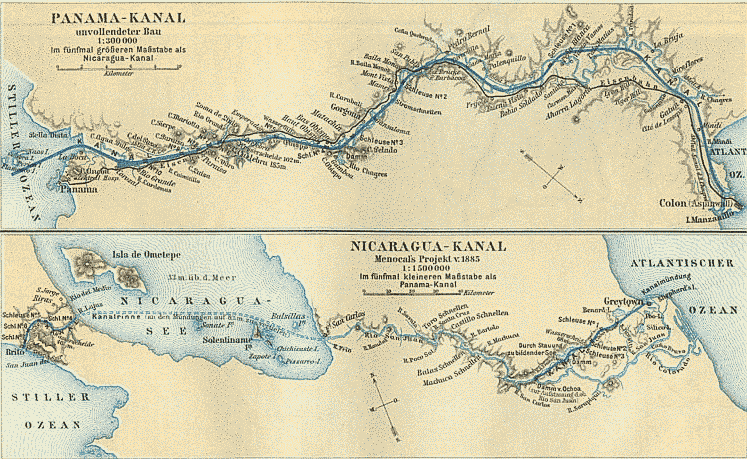
Un projecte alemany per a fer el Canal de Panamà a l'any 1888

La proposta fou suggerida una altra vegada pel científic alemany Alexander von Humboldt, i el 1819 el govern espanyol autoritzà la construcció d'un canal i la creació d'una companyia per a comprar-ho. El 1878 la companyia hi obtingué el permís per part del govern colombià, que aleshores hi controlava el territori. Les dificultats per a "excavar" davant d'una gran quantitat de terra forçà prompte a la companyia a renunciar-ne.
Així, abans de la construcció del Canal de Panamà, la ruta més ràpida en vaixell des de Nova York fins a Califòrnia era pel Cap d'Hornos, a Sud-amèrica, que resultava ser llarga i perillosa. Després de l'èxit del Canal de Suez en Egipte, els francesos estaven convençuts que aconseguirien connectar altres oceans amb no gaire entrebancs. Així, el primer esforç per portar a terme la construcció del Canal fou realitzat pels francesos al segle xix. En l'any 1878 se signà un contracte entre la Nova Magrana i el ciutadà francès Lucién Napoleone Bonaparte Wyse, per a la construcció d'un canal per Panamà; després aquest contracte fou traspassat a la companyia Universal del Canal Interoceánico, sota l'administració de Ferdinand de Lesseps. El poble francès protegí l'obra i els treballs s'iniciaren en 1882.

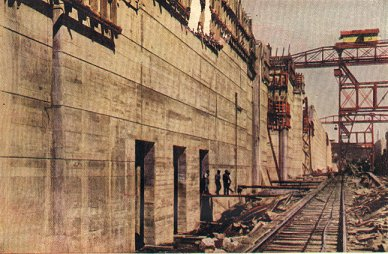
Comportes de Pedro Miguel en construcció

No obstant això, cinc anys més tard els treballs se suspengueren i la companyia es declarà en fallida. Hi havia una gran diferència entre excavar sorra a una àrea seca i planera que fer-ho removent grans quantitats de pedres en un mitjà de flora tropical. De fet, hi hagué grans ensorrades de fang, i altes taxes de mortalitat a causa de la malària, de febre groga, i d'altres malalties tropicals, les dificultats dels quals forçaren als francesos a abandonar el projecte, en un episodi que es conegué com a "Escàndols de Panamà".
El president dels Estats Units Theodore Roosevelt estava convençut que els EUA podien acabar el projecte, i reconegué que un eventual control estatunidenc del trànsit des de l'Atlàntic al Pacífic, i viceversa, seria d'una importància militar i econòmica considerable. Panamà aleshores formava part de Colòmbia, de manera que Roosevelt començà les negociacions amb els colombians per a aconseguir el permís necessari. L'any 1903, mitjançant el Tractat Hay-Herran fou signat per ambdues parts, però el Senat colombià no el ratificà. En la què aleshores fou, i encara ho és hui dia, una decisió polèmica, Roosevelt donà a entendre als rebels panamenys que, si es rebel·laven contra Colòmbia, la marina militar americana donaria suport a la causa d'independència panamenya. Pensat i fet, Panamà acabà per proclamar la seua independència el 3 de novembre de 1903, i la nau USS Nashville, en aigües panamenyes, impedí qualsevol intervenció colombiana.

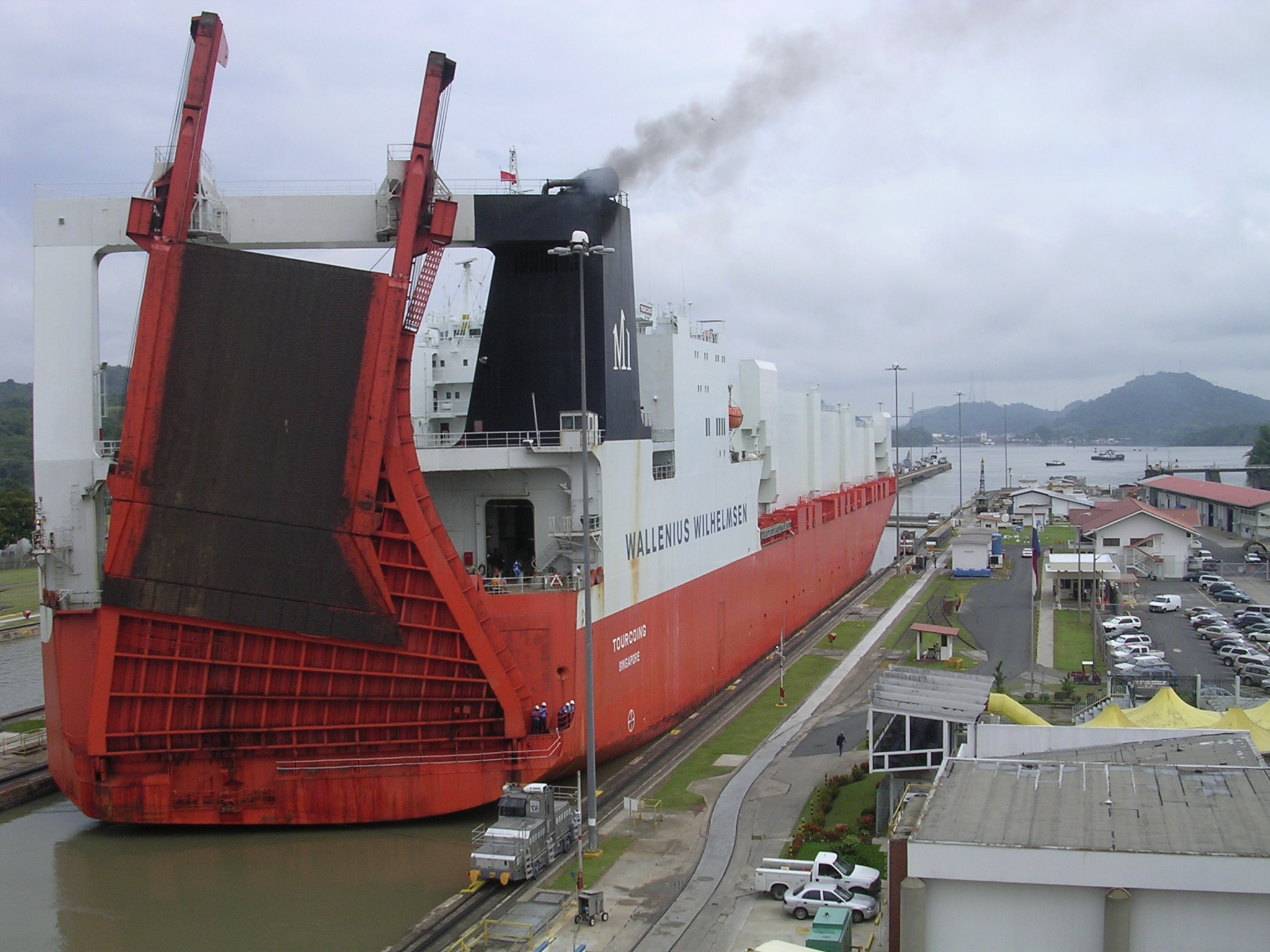
Els transportadors de vehicles, com el de la imatge presa a les rescloses de Miraflores, són uns dels tipus de naus més grans que travessen el canal.

Quan començaren les lluites, Roosevelt ordenà a la Marina situar naus de guerra prop de la costa panamenya per a "exercicis d'entrenament". Alguns argumenten que la por d'una guerra contra els EUA obligà els colombians evitar prendre una oposició ferma contra aquest moviment d'independència. Els panamenys tornaren el favor a Roosevelt donant permís als Estats Units pel control de la Zona del Canal de Panamà el 23 de febrer de 1904 per 10 milions de dòlars, tal com estava previst al Tractat Hay-Bunau-Varilla, signat el 18 de novembre de 1903.
El primer èxit dels Estats Units fou eliminar la febre groga que abans feia morir els treballadors. Basat en les investigacions del metge cubà Juan Carlos Finlay, Walter Reed havia descobert a Cuba, durant la Guerra Hispano-Americana, que la malaltia era transmesa per mosquits. Així, vint mil treballadors francesos havien mort per la malaltia; contràriament, les noves mesures sanitàries introduïdes pel Dr. William C. Gorgas eliminaren la febre groga en 1905 i milloraren les condicions higièniques i laborals.
El primer cap d'enginyeria del projecte fou John Findlay Wallace. Perseguit per les malalties i per una mala organització, el seu treball no fou gaire bó, i acabà per dimitir-ne un any després. El segon cap d'enginyeria, John Stevens, construí la major part de la infraestructura necessària per a la construcció del canal, incloent-hi la construcció de cases per als treballadors, una construcció de xarxes ferroviàries de Panamà per a facilitar el transportament de càrrega pesant i el projecte d'un mètode eficient de removiment de les restes d'excavació per tren. El coronel George Washington Goethals el substituí en 1907 com el darrer cap d'enginyeria.
Lesseps insistia llavors a projectar un canal a nivell del mar, però els enginyers francesos no trobaven una solució al problema que causava el riu Chagres, que travessava la línia del canal diverses vegades. A més a més, en aquest riu sovint s'hi esdevenien grans inundacions a l'època de les pluges, i un canal al nivell del mar comportaria el seu drenatge total. Stevens trià finalment un sistema de canal per rescloses al seu projecte, i Goethals controlà la seua construcció al Chagres omplint-lo de terra, formant un llac artificial a Gatún. Aquest llac no tan sols proveïa aigua i energia hidroelèctrica per a operar les rescloses, sinó que també constituïa un "pont d'aigua" que cobria un terç de la distància envers l'istme. Sota la direcció de Goethals, es dividí el treball d'enginyeria del canal en la construcció de preses, rescloses i llacs en ambdós costats, i un gran treball d'excavació a la falla continental a Culebra, hui coneguda com a Falla de Gaillard. Tot i haver fet un canal amb un sistema de recloses, el volum final excavat fou de gairebé quatre voltes el valor estimat inicialment per Lesseps.
El president nord-americà Woodrow Wilson accionà el botó d'explosió per a iniciar la construcció del dic de Gamboa el 10 d'octubre de 1913, completant d'aquesta manera la construcció del canal. Diversos treballadors de les Índies Occidentals treballaren pel canal, i la seua mortalitat oficial es xifra en el nombre de 5.609 morts.
Quan el canal entrà en activitat el 15 d'agost de 1914, era una meravella tecnològica. Una complexa sèrie de rescloses hi permetia el trànsit de les millors naus. El canal fou un triomf estratègic i militar important per als Estats Units, i revolucionà les pautes del transport marítim.
Així, els EUA feren servir el canal durant la Segona Guerra Mundial per a revitalitzar la seua flota devastada a l'Oceà Pacífic. Algunes de les millors naus que els EUA hagueren d'enviar pel canal foren portaavions, en particular l'Essex, els quals eren tan llargs que, malgrat que les rescloses podien dur-los, s'hagueren de treure els pals de llum que es trobaven a la vora del canal perquè hi pogueren passar. Les naus més llargues que poden travessar el canal es coneixen com a Panamax. Un vaixell Panamax té com a màxim les dimensions següents: 294,1 m de llarg, 32,3 m d'amplada i 12 m de calat.
El canal i la Zona del Canal de Panamà foren administrats pels Estats Units fins al 1999, quan el control fou traspassat a la República de Panamà, com estava previst al Tractat de Torrijos-Carter, signat el 7 de setembre de 1977, en el qual el president dels EUA, Jimmy Carter cedeix a les reclamacions del control dels panamenys. El tractat preveia un trànsit gradualment major sota control dels panamenys, que finalitzà cap al control total per Panamà el 31 de desembre de 1999.

## Estatus del canal
Tot i pertànyer a Panamà, el canal és avui considerat com si fos una via navegable interior pels Estats Units: tant és així que és previst, pel tractat de retrocés, que els vaixells amb bandera americana tinguen prioritat de pas sobre els altres.
El Canal de Panamà és, segons l'American Society of Civil Engineers (l'associació americana d'enginyers civils), una de les set meravelles del món modern.
El 2003, la xifra de facturació anual del canal va sobrepassar el muntant dels mil milions de dòlars pel benefici de tercers. El projecte d'ampliació, amb un cost total de huit mil milions de dòlars, permetria acollir vaixells deu voltes més grans dels que transiten hui dia, havent-se sotmès aquest projecte a l'aprovació d'un referèndum de la ciutadania. Després dels resultats preliminars del Tribunal electoral, el «sí» s'emportà el 79% dels vots. Actualment el 5% del comerç marítim mundial passa pel Canal de Panamà.

## Drets de pas

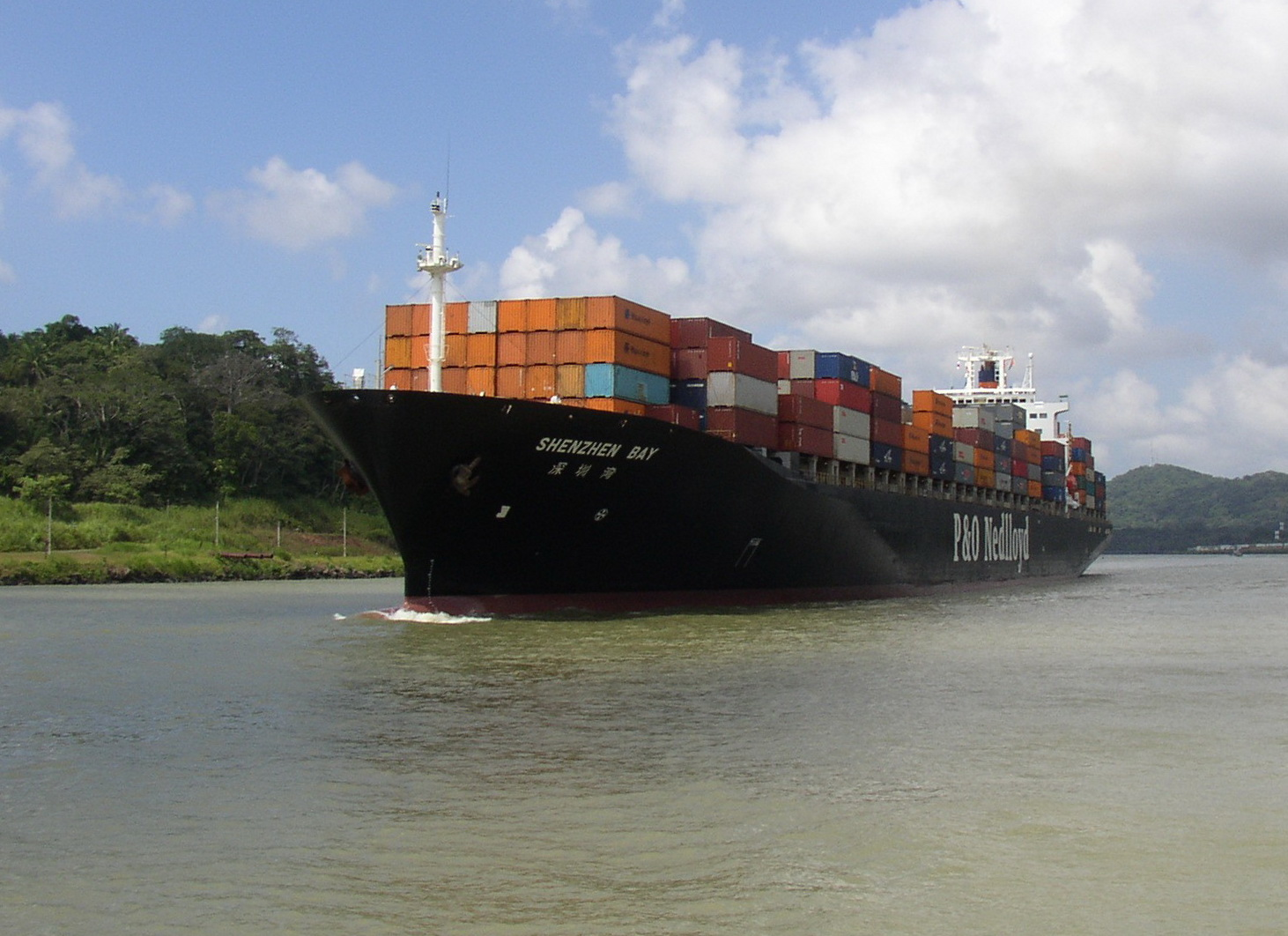
Vaixell de càrrega de contenidors mida Panamax. Alguns dels contenidors s'han hagut de carregar per ferrocarril per tal de facilitar la navegació del vaixell a l'istme.

Els drets de pas dins el canal els decideix l'Autoritat del mateix i són basats en el tipus de vaixell, la mida i el tipus de càrrega. El comerç dels drets va representar 1,4 bilions de dòlars el 2006.
Pel cas dels portacontenidors, els drets depenen del nombre de TEUs (nombre estandarditzat de contenidors). L'1 de maig de 2005, el dret tenia un preu de 42 $ per TEU, muntant a 49 $ l'1 de maig de 2006 i a 54 $ l'1 de maig de 2007. Un portacontenidors Panamax pot transportar fins a 4 000 contenidors. Els drets són reduïts per a vaixells sense càrrega.
La major part dels altres vaixells han de pagar un dret segons el seu tonatge, que s'expressa en «tones», corresponent a volums de 2,8 m³. El càlcul és complex per si mateix. El 2006, aquest dret era de 2,96 $/tona per les primeres 10 000 tones, 2,90 $/tona per les 10 000 tones següents i 2,85 $ per cada tona més enllà. Igual que al cas dels portacontenidors, la taxa aplicable a les naus sense càrrega és més reduïda.
Els vaixells més petits paguen una taxa depenent de la seua llargària. El 2006, aquesta taxa era de:
| Llargària total       | Taxa   |
| --------------------- | ------ |
| < 15,240 m            | $ 500  |
| > 15,240 m < 24,384 m | $ 750  |
| > 24,384 m < 30,480 m | $ 1000 |
| > 30,480 m            | $ 1500 |

La taxa més elevada que s'ha pagat mai no fou pagada fou efectuada el 30 de maig de 2006 pel portacontenidors Maersk Dellys, elevant-se a una xifra de 249 165 $. La taxa més barata fou de 36 cèntims, pagada per l'aventurer americà Richard Halliburton que creuà el canal nedant el 1928. La taxa mitjana és de 54 000 $.

## Problemes actuals
Més de 90 anys després de la seua obertura, el canal continua sent un èxit que continua solucionant les necessitats del comerç marítim malgrat el creixement exponencial d'aquest. Tot i això existeix un cert nombre de problemes actuals i de problemes potencials.

### Eficàcia i manteniment
Després de la secessió del canal dels Estats Units, els deutes aparegueren a causa del canvi en les capacitats dels nous propietaris de mantenir eficaçment el canal en funcionament. Aquestos deutes no tenien fonament, a causa del fet que l'eficàcia en la gestió del canal semblà ser millorada sota control Panameny. L'eficàcia és mesurada en el temps mitjà emprat per un vaixell per travessar el canal, denominat Canal Water Times (CWT). Després de prendre el control l'ACP (Autoritat del Canal de Panamà), el CWT va disminuir. El nombre d'accidents també ha anat descendent als últims temps.
Els volums de transport de mercaderies importades d'Àsia, que descarregaven abans a la costa oest dels Estats Units, ara travessen el canal per dur càrrega a la costa est. El nombre total de vaixells registrats l'any fiscal de 1999 fou de 14 336, xifra que va descendir fins a 13 154 el 2003, en part degut a la conjuntura econòmica mundial, i que millorà fins a 14 011 el 2005. Tot i això, aquesta evolució se superposa al creixement constant de les mides mitjanes dels vaixells, creixent el nombre de vaixells Panamax en transit. Tot i descendir el nombre de vaixells, en el període 1999-2005, s'incrementa el nombre de tones transportades, passant de 227,9 milions a 278,8 milions de tones. Malgrat l'impacte negatiu de les naus de gran mida a la vitalitat del trànsit, aquesta evolució és acompanyada d'un creixement significatiu en la capacitat del canal. El canal arribà a un rècord de trànsit el 13 de març de 2006, amb 1 070 023 tones en trànsit en un sol dia.
L'administració del canal ha invertit prop de mil milions de dòlars en l'ampliació i modernització del canal, amb l'objectiu d'augmentar la capacitat en un 20%. L'Autoritat del canal cita un gran nombre de millores, incloent-hi l'ampliació i la rectificació del tall Gaillard permetent el trànsit de grans vaixells, aconseguint majors profunditats al canal de navegació del llac Gatún per tal de millorar l'aprovisionament d'aigua i l'extracció de sediments a les entrades Atlàntica i Pacífica del canal. Per això, s'han fet servir vaixells especials: una barca de perforació, un vaixell de dragat i una ampliació de la flota de remolcadors en un 20%. La flota de trens també fou millorada, amb 16 quilòmetres de ferrocarrils renovats i amb els controls de les rescloses modernitzats. Les millores foren efectuades dins el sistema de gestió del trànsit.
Una de les capacitats del sistema sencer que forma el canal de Panamà és la de producció d'energia de les seues centrals hidroelèctriques. Amb el 25% d'aquesta energia és suficient per al funcionament del canal.

### Capacitat
El canal permet al present el trànsit de molts vaixells concebuts específicament per acomplir els requeriments del canal. El 1934, la capacitat màxima del canal s'estimava en 80 milions de tones a l'any. Les xifres d'avui dia són de l'orde del que ja s'ha vist, amb 278,8 milions de tones el 2005, molt més del triple.
Malgrat les millores aportades, es preveu que el canal arribe a una capacitat màxima. Una complicació suplementària és la porció de naus pròximes a la mesura Panamax en trànsit, mesures cada vegada més grans. Aquesta tendència pot arribar a reduir el trànsit pel canal.

### Concurrència
Malgrat sa posició privilegiada durant nombrosos anys, el canal ha fet front a la concurrència d'altres rutes complementàries. La construcció d'un canal a Mèxic o a Colòmbia capaç d'acollir vaixells post-Panamax ha plantat cara al canal panameny i existeixen almenys tres propostes més de construcció d'enllaços a Nicaragua: un canal post-Panamax proposat pel govern i dos proposicions privades de vies fèrries unint les dues costes.
Les crítiques també s'han enfrontat als interessos panamenys en les seues tarifes, suggerint el canal de Suez com a via alternativa per als vaixells vinents de ports Asiàtics a la costa est dels Estats Units. Tot i això, la demanda de trànsit pel canal de Panamà no cessa en el seu augment.
El retrocés de les glaceres a l'oceà Àrtic ha conduït a moltes especulacions sobre la utilització del pas del Nord-oest, suposant que fora viable en un termini mitjà de temps. La utilització del passatge suposaria un estalvi de 9300 km en la ruta Asia-Europa passant pel canal de Panamà, possibilitant la derivació del trànsit per aquesta nova ruta.

### Medi ambient
El canal, essent una connexió entre dos oceans a una latitud a la que havien estat aïllats durant milions d'anys, en permetre el pas de naus vingudes de tots els grans ports del món, ha esdevingut un factor de dispersió d'espècies introduïdes i d'espècies invasives.

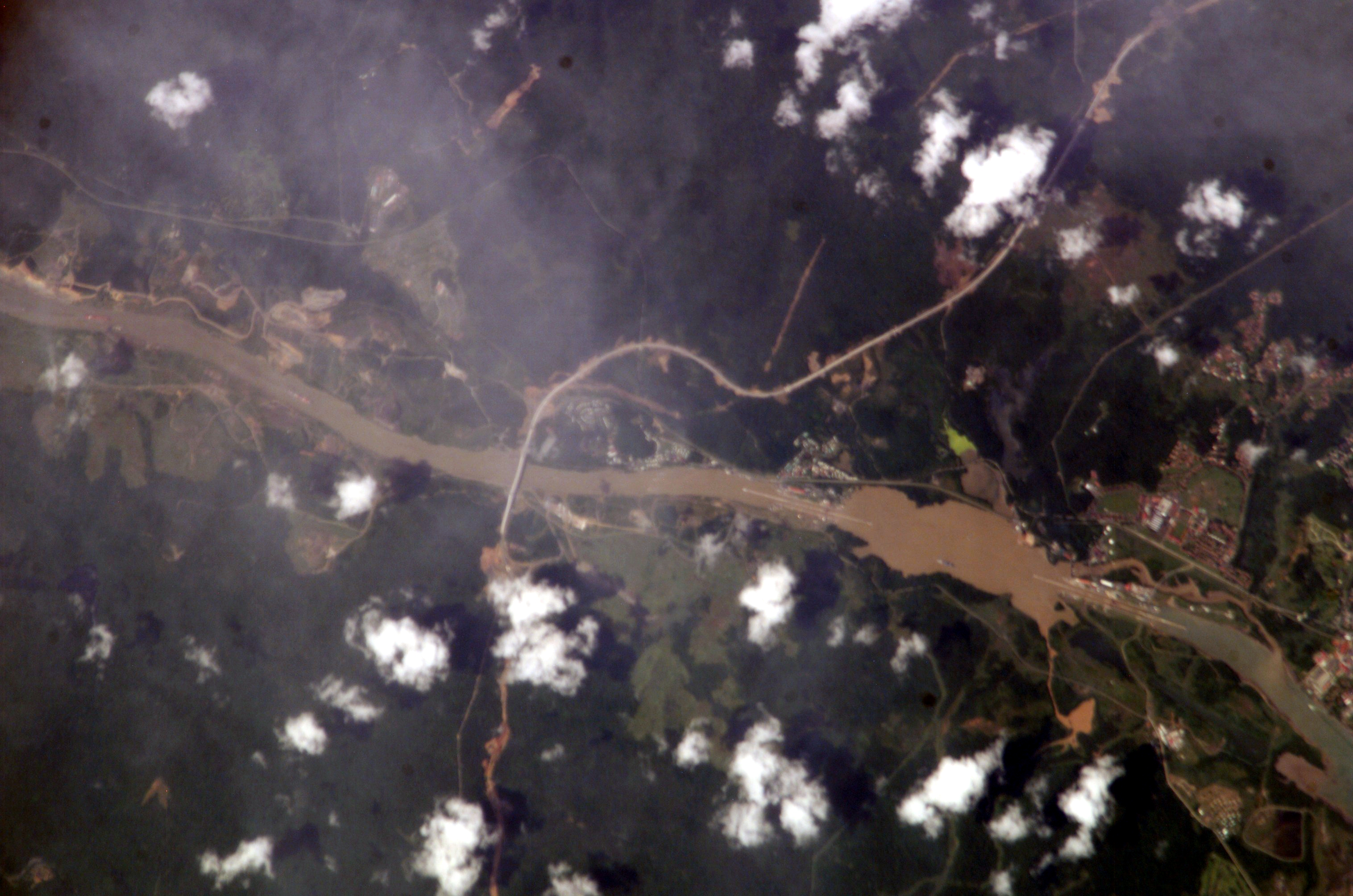
El canal de Panamà causa la ruptura de continuïtat ecològica impedint la circulació de fauna i flora en la connexió dels dos continents americans. La imatge mostra el canal vist des de l'espai, mostrant el Llac Miraflores al centre.

Les naus i el manteniment de les instal·lacions (rescloses en la major part) són responsables de vessaments puntuals de contaminants. La desforestació de les ribes del canal i l'efecte de l'abocament de sediments dona lloc a la suspensió dels sediments en l'aigua del canal, esdevenint aquesta més tèrbola i eutrofitzada.
L'aïllament físic i biològic (exceptuant els ocells, els rats penats i alguns insectes migratoris com els mosquits) d'Amèrica del Nord i d'Amèrica del Sud, ha estat provocat pel Canal, que ha esdevingut un factor important en la fragmentació ecològica. El canal de Suez, que aïlla Àfrica i Àsia presenta el mateix problema, tot i que amb menys gravetat, ja que separava dos entorns menys rics en biodiversitat. Aquestos dos canals no preveuen mesures conservatives ni compensatòries en el seu creixement, ja que els projectes d'ampliació del Canal de Panamà no tenen en compte l'impacte ambiental ni prenen mesures de protecció front al risc ecològic que s'hauria de pal·liar amb mesures de control d'un sistema ecològic panamericà. Les infraestructures de tipus ecoductes poden situar-se per tal d'atenuar l'estat d'aïllament. Un o molts passatges en túnel o mitjançant un altre mecanisme d'unió pot permetre la reconnexió dels dos continents.

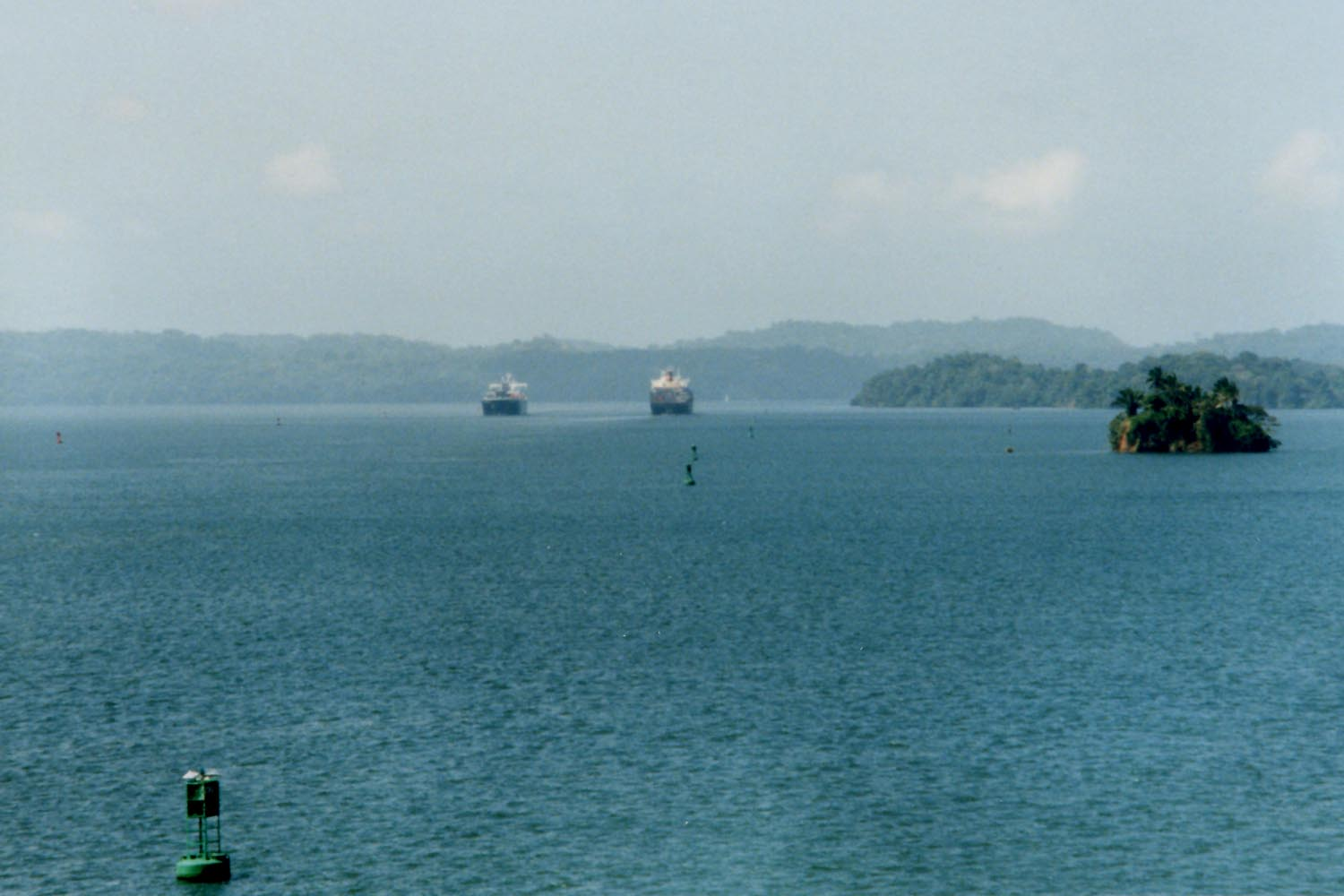
Imatge del llac Gatún.

El canal de Panamà s'enfronta també amb dificultats d'aprovisionament d'aigua. La quantitat d'aigua embassada dins el llac Gatún disminueix, en gran part, degut a la desforestació. 197 milions de litres d'aigua són vessats a la mar cada vegada que passa un vaixell. Tot i que les precipitacions serveixen per reomplir el llac, no són suficients per l'abastiment en l'estació seca. El bosc tropical, que juga tradicionalment un rol de regulador, serveix per recuperar aigua, afavorint així el llac. Conforme la vegetació va reduint-se la pluja percola més ràpidament i també es formen més torrents de sedimentació que van a parar dins del llac.

### Presència xinesa
Abans de la presa de control del canal per part de Panamà el 1999, el govern de la república va negociar un contracte de 25 anys per la gestió dels terminals de contenidors del canal (principalment dos terminals a les entrades Pacífica i Atlàntica) amb una companyia xinesa, Hutchison Whampoa, amb centre operatiu a Hong Kong, a causa del fet que el propietari Li ka-shing és l'home més ric de la Xina. Certs americans han emès crítiques sobre aquest tema, argüint que això obriria una via d'ocupació de l'exèrcit xinès i la consegüent presa de control del canal o la possibilitat mateixa d'un atac xinès als Estats Units des dels ports en qüestió. El govern de Panamà argumenta que la Xina no opera ni dins del port ni del canal i que el govern nord-americà sempre tindria el dret d'intervenir si fora necessari.